# Referendum promossi dal Partito Radicale

Referendum indetti in Italia dal 1946 ad oggi, molti dei quali indetti con l'attivo sostegno dei Radicali.

Il movimento radicale in Italia ha storicamente adottato per un lungo periodo lo strumento referendario come principale forma di lotta politica.
Dal 1974 al 2005 il Partito Radicale, anche dopo l'evoluzione in organizzazione transnazionale, e gli altri movimenti e associazioni legati ai Radicali Italiani hanno promosso 110 referendum, 47 dei quali sono stati effettivamente votati.

## Storia
Nel gennaio del 1971 veniva depositata la richiesta di referendum da parte del «Comitato nazionale per il referendum sul divorzio», presieduto da Gabrio Lombardi, con il sostegno dell'Azione cattolica, della CEI e di gran parte della DC.
Dopo un'iniziale contrarietà circa l'uso del referendum abrogativo in materia di diritti civili, il Partito radicale individuava nello strumento referendario un valore innovativo nei metodi e nei contenuti della lotta politica.
Il Partito radicale fu quindi la prima forza politica a schierarsi a favore della tenuta del referendum sul divorzio, mentre lo stesso non fecero gli altri partiti laici, che cercarono di cambiare la legge in Parlamento (compromesso Andreotti-Jotti) pur di evitare ulteriori strappi con il Vaticano.
Da quel momento il Partito radicale, nella sua visione competitiva e liberale della democrazia, propose spesso l'uso del referendum abrogativo come strumento che alimentava lo scontro e il confronto politico tra le diverse posizioni e coinvolgeva i cittadini nelle decisioni fondamentali, a partire dai diritti civili.
Spiegò infatti Marco Pannella: «solo lo scontro fra il mondo cosiddetto moderato, ma che è a destino - suo malgrado - tremendamente reazionario e il mondo del progresso da riconquistare e riaggregare nella sua chiarezza ideale può provocare non il peggio, ma il meglio, sia a destra che a sinistra! Solo scontri ideali, culturali, che attengono alle speranze, alla storia, al meglio di ciascuno possono evitare i pericoli nella storia di una società civile, di un Paese; guadagnare grandi termini di confronto: sulla vita, sullo spermatozoo, sul sesso, sull'amore…»
In concomitanza con la vittoria del referendum sul divorzio, venne lanciata tra il 1973 e il 1974, la prima iniziativa referendaria del partito, con la raccolta firme per indire otto referendum «contro il regime», su posizioni e temi che culturalmente e idealmente, secondo i Radicali, dovevano appartenere alla sinistra: la depenalizzazione dell'aborto, l'abrogazione dal codice penale delle norme più repressive della Legge Reale, l'abrogazione del Concordato con la Santa Sede.
La strategia politica a cui rispondeva la scelta referendaria era infatti la costruzione, a partire dalla mobilitazione dei cittadini e dall'introduzione nello scontro politico di alcune tematiche dirimenti, dell'«unità laica delle forze di sinistra», che costituiva l'obiettivo dell'azione dei radicali di Pannella sin dagli anni cinquanta.
Fallita la campagna di raccolta firme e naufragato il tentativo di creare uno schieramento unitario delle sinistre in opposizione alla DC, nel 1976, dopo l'ingresso in Parlamento di 4 deputati Radicali e il passaggio del PCI nell'area di governo, la nuova strategia referendaria acquisiva il carattere di vero e proprio programma politico alternativo al «compromesso storico». Dopo la bocciatura di quattro quesiti da parte della Corte Costituzionale, e il superamento parlamentare di altri due, nel 1978 si votava per l'abrogazione della legge Reale e del finanziamento pubblico ai partiti.
Sebbene la maggioranza degli italiani si fosse schierata per il mantenimento delle norme, l'esito del referendum sul finanziamento pubblico, un po' come quello sul divorzio, fu un grande successo per il partito: quasi 14 milioni di italiani (il 43,6% dei votanti) votarono contro l'indicazione di tutti i partiti schierati per il «no», dimostrando una crescente insoddisfazione verso le politiche dei due maggiori partiti al governo, DC e PCI.
Nella sua critica costante al bipolarismo DC-PCI e al tipo di società ingessata che i due partiti avevano costruito, il nuovo segretario del Partito socialista italiano, Bettino Craxi, sembrava poter essere l'interlocutore privilegiato del partito. Il progetto era quello di un'alleanza parlamentare come preludio alla creazione di una forza socialista di prima grandezza, cardine dell'alternativa di sinistra.
Saranno di nuovo i referendum il banco di prova di possibili accordi politici. Il XXI Congresso del Pr rivolgeva nel 1979 un appello per le elezioni senatoriali, sia al Partito socialista italiano che agli altri partiti di sinistra, a sottoscrivere accordi politici articolati regione per regione, in modo da utilizzare al meglio i risultati di ciascuno.
Si leggeva nel 1980 su «Argomenti Radicali», il bimestrale politico per l'alternativa: «Con i referendum ribadiamo la volontà di portare all'ordine del giorno del paese temi che altrimenti sarebbero ignorati (nucleare, caccia, droga, aborto) o attraverso i quali, con l'abrogazione, si può esercitare una funzione legislativa in positivo (reati d'opinione, norme anticostituzionali penali e militari), perseguendo un metodo di formazione dell'unità dal basso in grado di rompere gli estenuanti negoziati tra partiti che stanno alla base dell'immobilismo di decenni».
Tuttavia la proposta radicale non venne accolta. I Socialisti, i Socialdemocratici, i Repubblicani ed i Liberali divennero i nuovi interlocutori della Democrazia Cristiana, decisa ad emarginare il PCI dopo l'epoca del «compromesso storico», dando vita fino al 1993 alla stagione del «pentapartito».
Il Partito radicale si ritrovava così isolato nella conduzione della campagna referendaria, che vedeva prevalere i «no».
Negli ultimi anni ottanta vi furono le successive campagne referendarie radicali insieme a socialisti, liberali e verdi con quesiti che miravano a riformare in senso garantista la giustizia, e con altri sulla difesa dell'ambiente e la lotta al nucleare (già proposti nel 1981), temi molto sentiti dall'opinione pubblica e cardini della politica del Partito radicale.
Il referendum rappresentava ancora per il movimento l'unico strumento per sbloccare il sistema e consentire decisioni su alcune delle questioni sulle quali l'accordo tra i partiti risultava essere impossibile. Promuovendo con i partiti laici non comunisti una comune campagna referendaria, i Radicali tentarono anche di dar vita ad uno schieramento politico da presentare unito alle elezioni del 1987. Il progetto tuttavia non ebbe seguito a causa della posizione di Craxi, che, nonostante il successo dei cinque referendum, ritrovava l'accordo con la Democrazia Cristiana di Ciriaco De Mita, proseguendo la stagione del «pentapartito».
L'obiettivo politico di inizio anni novanta vedeva gli sforzi del partito concentrati soprattutto sulla riforma del sistema elettorale. Infatti, per i Radicali il sistema elettorale «proporzionale» costituiva una delle regole più importanti del «regime», per la rappresentanza dei partiti in Parlamento, per la distribuzione del potere politico e per l'accesso al potere socio-economico. Cambiare quella regola significava introdurre un potente elemento di contraddizione nel cuore del «regime».
La prima iniziativa fu presa nel 1990 insieme al Corel per la legge elettorale maggioritaria al Senato, per l'elezione di Sindaci e Presidenti delle Province con formule fortemente maggioritarie e per la preferenza unica alla Camera.
L'unico sopravvissuto al giudizio di ammissibilità della Consulta fu il quesito sulla preferenza unica, che nel voto del 9 giugno 1991 registrava una netta affermazione dei «si».
Incoraggiati dall'esito altamente positivo del referendum, i promotori rilanciarono la raccolta delle firme sui due quesiti respinti dalla Corte Costituzionale opportunamente modificati. Il Pr, pur essendo protagonista della nuova iniziativa referendaria, marcava subito una distanza rispetto agli altri promotori, da una parte insistendo sulla necessità di una chiara scelta della riforma elettorale anglosassone, maggioritaria e a un solo turno, e dall'altra aggiungendo altri tre referendum al pacchetto, quelli sul finanziamento pubblico dei partiti, sulla depenalizzazione della legge sulla droga, e sul controllo ambientale delle USL.
La forte affermazione di tutti i quesiti ed in particolare di quelli elettorali sembravano poter determinare una svolta nel sistema politico italiano. Tuttavia i Radicali criticavano subito l'approvazione della Legge Mattarella approvata in seguito dal Parlamento, che manteneva il 25% dei seggi assegnati, grazie ad un'apposita scheda elettorale, con il metodo proporzionale. Ciò, a loro giudizio, di fatto vanificava l'esito referendario, mantenendo intatta la frammentazione partitica. Importante fu l'ottenimento della depenalizzazione completa (poi reintrodotta per un breve periodo negli anni 2000) dell'uso personale di droga.
Sempre nel 1993 la successiva campagna, oltre alla riproposizione dei quesiti elettorali, vedeva la presenza di una serie di quesiti «liberali e liberisti», aprendo così un fronte di lotta che vedeva impegnato il partito per tutti gli anni novanta.
Tredici quesiti che rappresentavano per il partito un «programma di governo» che mirava a tutelare la «dignità» del cittadino, del contribuente, del consumatore, attraverso una maggiore «libertà» su temi come il fisco, il commercio, il servizio sanitario e il lavoro.
Il Movimento dei Club Pannella-Riformatori tentava di coinvolgere Forza Italia, la nuova formazione politica che si proponeva di rappresentare «il partito liberale di massa». Tuttavia Berlusconi non mantenne nessuno degli impegni presi e per questo i Radicali si presentarono in tutte le elezioni successive al di fuori dei due schieramenti politici, portando avanti isolatamente anche le successive iniziative referendarie.
Nel 1995 tra i sei quesiti che superarono il giudizio di legittimità della Corte Costituzionale, tre furono approvati dai cittadini: soggiorno cautelare, trattenute dei contributi sindacali e privatizzazione della RaiTV.
Nel 1996, dopo essersi presentati alle elezioni con la lista Pannella-Sgarbi con scarso successo, i Radicali tornavano a proporsi come soggetto fondatore «di un'Unione federalista dei Riformatori, che aveva ancora come obiettivo il trittico Presidenzialismo, Federalismo, Bipartitismo "americano" con leggi elettorali maggioritarie a tutti i livelli. Questo progetto si incardinava in una nuova iniziativa referendaria articolata in venti quesiti, tra i quali, nuovamente, quelli elettorali, insieme a quelli per la riforma della giustizia, del fisco, della sanità e ad alcuni cavalli di battaglia storici, come la depenalizzazione dell'aborto, l'obiezione di coscienza e la legalizzazione delle droghe leggere. Nel giugno del 1997 i quesiti, ridotti dalla Corte Costituzionale a sei, pur ottenendo maggioranze schiaccianti di «sì», non riuscirono a raggiungere il quorum richiesto.
Il movimento si impegnava a presentare subito un nuovo pacchetto di referendum formulato in una serie di pubblicazioni inviate ad un indirizzario di imprenditori tra l'ottobre del 1996 e il luglio del 1997. Il più diffuso di questi fogli, intitolato «Terzo Stato», raccoglieva in prima pagina un vero e proprio manifesto politico indirizzato a quello che, con una metafora storica di sapore rivoluzionario, Marco Pannella chiamava «il Terzo Stato dell'impresa, della produzione, del lavoro e della scienza; dei non garantiti e delle vittime dello «Stato»; dei «padroni» e dei disoccupati; dei sette milioni di partite IVA, dei cinque milioni e mezzo di imprenditori e dei tre milioni di senza lavoro, degli immigrati e dei non-emigranti; dei cittadini senza diritti». Il tentativo era sempre quello di incardinare un conflitto basato su una nuova linea di frattura tra riformatori e conservatori, progetto che si scontrava con quella pratica italiana di «concertazione tra le parti sociali» che, secondo i Radicali, molto spesso subordinava ogni riforma economica all'accordo con i sindacati.
Pur rivolgendosi a un interlocutore sociale non sempre sostenuto, perché ritenuto disorganizzato e privo di identità e legami, Marco Pannella cercava di coinvolgere in questa impresa la Confindustria. Proprio la mancanza di una sostegno convinto da parte di questa organizzazione portava il partito a desistere dall'impresa.
Gran parte dei quesiti furono riproposti nella campagna referendaria lanciata nel 1999, quando avendo a disposizione una quantità senza precedenti di fondi dopo il successo elettorale della Lista Emma Bonino alle elezioni europee e la vendita di Radio Radicale 2, il partito si trovava in condizione di portare a termine da solo la campagna di raccolte firme.
Il pacchetto dei 20 referendum si inseriva all'interno di quel progetto politico-sociale che era stato battezzato da Pannella con lo slogan «rivoluzione liberale». Quesiti per l'abolizione, nelle loro varie forme, dei finanziamenti pubblici a partiti, sindacati e chiese, per la riforma della giustizia, per l'abolizione della quota proporzionale residua nel sistema elettorale, per la liberalizzazione del mercato del lavoro, del fisco e del sistema previdenziale. L'invito all'astensione di tutti i principali partiti provocava una bassa partecipazione dei cittadini e il fallimento dei referendum.
Dal 2001, in particolare grazie all'impegno di Luca Coscioni, il partito si impegna sul tema della libertà di ricerca e di cura.
I Radicali Italiani e l'Associazione Luca Coscioni promuovevano il referendum popolare per l'abrogazione della legge sulla fecondazione assistita, approvata nel 2004 da parte della Casa delle Libertà e di alcune componenti del centro-sinistra, in quanto, a loro giudizio, colpiva i diritti e le libertà delle coppie sterili e di milioni di malati, a cui si negava, in Italia, una speranza di vita e di guarigione.
L'appello per il referendum era rivolto ancora a tutte le forze politiche e sociali (i Democratici di Sinistra, i sindacati, le associazioni, i «liberali» del centro-destra e dell'Ulivo) che avevano denunciato i mali possibili di quella legge, affinché, concretamente, si mettessero al lavoro insieme per abolirla. Così come per le altre lotte per i diritti civili, come l'aborto e il divorzio, secondo i Radicali la popolazione italiana era pronta a seguire l'impostazione liberale anche su questo tema della libertà di ricerca scientifica.
Il referendum non supererà il quorum, ma sarà grazie alla mobilitazione di quei mesi con il partito dei Socialisti Democratici Italiani ed altri movimenti di sinistra, che i Radicali daranno vita con lo SDI ad una nuova forza politica «laica, liberale, radicale, socialista», la Rosa nel pugno, che promuoverà nuovamente, tra le altre cose, l'obiettivo della laicità dello Stato all'interno dello schieramento di centro-sinistra.

## Lista dei quesiti referendari proposti e votati
Segue la lista dei quesiti referendari proposti dal Partito Radicale dal 1970 ad oggi:
| Periodo           | Titolo | Ammesso dalla Corte Costituzionale | Data referendum   | Quorum | Esito |
| ----------------- | --- | ---------------------------------- | ----------------- | ------ | ----- |
| Tornata 1976-1978 | Abrogazione Concordato con la Chiesa Cattolica | NO                                 |                   |        |       |
| Tornata 1976-1978 | Abrogazione reato nel Codice Penale Militare (1/2) | NO                                 |                   |        |       |
| Tornata 1976-1978 | Abrogazione reato nel Codice Penale Militare (2/2) | NO                                 |                   |        |       |
| Tornata 1976-1978 | Abolizione accesso dei cacciatori ai fondi privati | NO                                 |                   |        |       |
| Tornata 1976-1978 | Abrogazione norme penali contro reati di opinione e sindacali | SI (Non indetto per nuova Legge)   |                   |        |       |
| Tornata 1976-1978 | Abolizione dei manicomi | SI (Non indetto per nuova Legge)   |                   |        |       |
| Tornata 1976-1978 | Abrogazione Legge Reale | SI                                 | 11-12 giugno 1978 | SI     | NO    |
| Tornata 1976-1978 | Abrogazione finanziamento pubblico ai partiti | SI                                 | 11-12 giugno 1978 | SI     | NO    |
| Tornata 1979-1981 | Abrogazione norme penali contro reati di opinione e sindacali | NO                                 |                   |        |       |
| Tornata 1979-1981 | Abolizione tribunali militari | - (Nuova Legge)                    |                   |        |       |
| Tornata 1979-1981 | Abrogazione Legge Cossiga (fermo militare di polizia) | SI                                 | 17 maggio 1981    | SI     | NO    |
| Tornata 1979-1981 | Abolizione dell'ergastolo | SI                                 | 17 maggio 1981    | SI     | NO    |
| Tornata 1979-1981 | Abolizione porto d'armi | SI                                 | 17 maggio 1981    | SI     | NO    |
| Tornata 1979-1981 | Modifica della Legge 194 per rendere più facile il ricorso all'aborto | SI                                 | 17 maggio 1981    | SI     | NO    |
| Tornata 1982-1987 | Abrogazione disciplina della caccia (1/2) | NO                                 |                   |        |       |
| Tornata 1982-1987 | Abrogazione disciplina della caccia (2/2) | NO                                 |                   |        |       |
| Tornata 1982-1987 | Abrogazione sistema elettorale del CSM | NO                                 |                   |        |       |
| Tornata 1982-1987 | Introduzione responsabilità civile dei magistrati | SI                                 | 8-9 novembre 1987 | SI     | SI    |
| Tornata 1982-1987 | Abrogazione commissione inquirente | SI                                 | 8-9 novembre 1987 | SI     | SI    |
| Tornata 1982-1987 | Divieto di localizzazione centrali nucleari | SI                                 | 8-9 novembre 1987 | SI     | SI    |
| Tornata 1982-1987 | Abolizione contributi agli enti locali che hanno centrali nucleari o a carbone | SI                                 | 8-9 novembre 1987 | SI     | SI    |
| Tornata 1982-1987 | Divieto di partecipazione dell'ENEL a impianti nucleari all'estero | SI                                 | 8-9 novembre 1987 | SI     | SI    |
| Tornata 1988-1990 | Abolizione della disciplina della caccia | SI                                 | 3 giugno 1990     | NO     |       |
| Tornata 1988-1990 | Abolizione dell'accesso dei cacciatori ai fondi privati | SI                                 | 3 giugno 1990     | NO     |       |
| Tornata 1988-1990 | Abolizione dell'uso dei fitofarmaci (o pesticidi) nell'agricoltura | SI                                 | 3 giugno 1990     | NO     |       |
| Tornata 1990-1993 | Modifica Legge elettorale dei comuni | -                                  |                   |        |       |
| Tornata 1990-1993 | Abolizione controlli ambientali effettuati per legge dalle USL | SI                                 | 18-19 aprile 1993 | SI     | SI    |
| Tornata 1990-1993 | Abolizione pene per possesso di sostanze stupefacenti leggere | SI                                 | 18-19 aprile 1993 | SI     | SI    |
| Tornata 1990-1993 | Abolizione finanziamento pubblico dei partiti | SI                                 | 18-19 aprile 1993 | SI     | SI    |
| Tornata 1990-1993 | Abolizione nomine nelle banche pubbliche (casse di risparmio e monti di pietà) | SI                                 | 18-19 aprile 1993 | SI     | SI    |
| Tornata 1990-1993 | Abolizione del Ministero delle Partecipazioni Statali | SI                                 | 18-19 aprile 1993 | SI     | SI    |
| Tornata 1990-1993 | Modifica Legge elettorale del Senato | SI                                 | 18-19 aprile 1993 | SI     | SI    |
| Tornata 1990-1993 | Abolizione Ministero dell'Agricoltura e delle Foreste | SI                                 | 18-19 aprile 1993 | SI     | SI    |
| Tornata 1990-1993 | Abolizione del Ministero del Turismo e Spettacolo | SI                                 | 18-19 aprile 1993 | SI     | SI    |
| Tornata 1994-1995 | Abolizione orario esercizi commerciali | NO                                 |                   |        |       |
| Tornata 1994-1995 | Abolizione pubblicità nei canali RAI | NO                                 |                   |        |       |
| Tornata 1994-1995 | Abolizione della tesoreria unica | NO                                 |                   |        |       |
| Tornata 1994-1995 | Abolizione del sostituto d'imposta | NO                                 |                   |        |       |
| Tornata 1994-1995 | Abolizione dell'obbligo d'iscrizione al Servizio Sanitario Nazionale | NO                                 |                   |        |       |
| Tornata 1994-1995 | Abolizione della Cassa Integrazione Straordinaria | NO                                 |                   |        |       |
| Tornata 1994-1995 | Modifica della legge elettorale della Camera | NO                                 |                   |        |       |
| Tornata 1994-1995 | Modifica della legge elettorale del Senato | NO                                 |                   |        |       |
| Tornata 1994-1995 | Abrogazione della norma sul soggiorno cautelare per gli imputati di reati di mafia | SI                                 | 11 giugno 1995    | SI     | SI    |
| Tornata 1994-1995 | Privatizzazione della RAI | SI                                 | 11 giugno 1995    | SI     | SI    |
| Tornata 1994-1995 | Abrogazione norma sull'autorizzazione al commercio | SI                                 | 11 giugno 1995    | SI     | NO    |
| Tornata 1994-1995 | Abolizione trattenute contributi sindacali obbligatorie | SI                                 | 11 giugno 1995    | SI     | SI    |
| Tornata 1994-1995 | Estensione elezione diretta del sindaco anche a comuni con più di 15.000 abitanti | SI                                 | 11 giugno 1995    | SI     | NO    |
| Tornata 1994-1995 | Abrogazione norma per liberalizzazione degli orari degli esercizi commerciali | SI                                 | 11 giugno 1995    | SI     | NO    |
| Tornata 1996-1997 | Abolizione quota proporzionale per la Camera | NO                                 |                   |        |       |
| Tornata 1996-1997 | Esclusione droghe leggere dalle sostanze illegali | NO                                 |                   |        |       |
| Tornata 1996-1997 | Riforma sistema elettorale del CSM | NO                                 |                   |        |       |
| Tornata 1996-1997 | Abolizione monopolio pubblico dell'ENEL | NO                                 |                   |        |       |
| Tornata 1996-1997 | Smilitarizzazione Guardia di Finanza | NO                                 |                   |        |       |
| Tornata 1996-1997 | Abolizione assistenza dei sindacati nella stipula dei contratti di locazione | NO                                 |                   |        |       |
| Tornata 1996-1997 | Estensione aborto a strutture private | NO                                 |                   |        |       |
| Tornata 1996-1997 | Abolizione pubblicità nei canali RAI | NO                                 |                   |        |       |
| Tornata 1996-1997 | Abolizione quota proporzionale al Senato | NO                                 |                   |        |       |
| Tornata 1996-1997 | Abolizione sostituto d'imposta e della ritenuta d'acconto | NO                                 |                   |        |       |
| Tornata 1996-1997 | Abolizione dell'obbligo d'iscrizione al Sistema Sanitario Nazionale | NO                                 |                   |        |       |
| Tornata 1996-1997 | Abolizione "modulo" dei tre maestri | NO                                 |                   |        |       |
| Tornata 1996-1997 | Abolizione del PRA | NO                                 |                   |        |       |
| Tornata 1996-1997 | Abolizione golden share dello Stato in aziende privatizzate | SI                                 | 15 giugno 1997    | NO     |       |
| Tornata 1996-1997 | Estensione obiezione di coscienza | SI                                 | 15 giugno 1997    | NO     |       |
| Tornata 1996-1997 | Abolizione accesso dei cacciatori ai fondi privati | SI                                 | 15 giugno 1997    | NO     |       |
| Tornata 1996-1997 | Regolamentazione delle carriere dei magistrati | SI                                 | 15 giugno 1997    | NO     |       |
| Tornata 1996-1997 | Abolizione dell'Ordine dei giornalisti | SI                                 | 15 giugno 1997    | NO     |       |
| Tornata 1996-1997 | Abolizione incarichi extragiudiziari ai magistrati | SI                                 | 15 giugno 1997    | NO     |       |
| Tornata 1999-2000 | Tempo determinato | NO                                 |                   |        |       |
| Tornata 1999-2000 | Collocamento al lavoro | NO                                 |                   |        |       |
| Tornata 1999-2000 | Part time | NO                                 |                   |        |       |
| Tornata 1999-2000 | Lavoro a domicilio | NO                                 |                   |        |       |
| Tornata 1999-2000 | Abolizione sostituto d'imposta | NO                                 |                   |        |       |
| Tornata 1999-2000 | Smilitarizzazione Guardia di Finanza | NO                                 |                   |        |       |
| Tornata 1999-2000 | Abolizione delle pensioni di anzianità | NO                                 |                   |        |       |
| Tornata 1999-2000 | Abolizione Sistema Sanitario Nazionale | NO                                 |                   |        |       |
| Tornata 1999-2000 | Abolizione dell'INAIL | NO                                 |                   |        |       |
| Tornata 1999-2000 | Estensione responsabilità civile dei magistrati | NO                                 |                   |        |       |
| Tornata 1999-2000 | Limitazione della carcerazione preventiva | NO                                 |                   |        |       |
| Tornata 1999-2000 | Termini ordinatori e perentori | NO                                 |                   |        |       |
| Tornata 1999-2000 | Patronati sindacali | NO                                 |                   |        |       |
| Tornata 1999-2000 | Abolizione finanziamento pubblico ai partiti | SI                                 | 21 maggio 2000    | NO     |       |
| Tornata 1999-2000 | Abolizione voto di lista per la Camera | SI                                 | 21 maggio 2000    | NO     |       |
| Tornata 1999-2000 | Modifica sistema elettorale del CSM | SI                                 | 21 maggio 2000    | NO     |       |
| Tornata 1999-2000 | Separazione carriere dei magistrati | SI                                 | 21 maggio 2000    | NO     |       |
| Tornata 1999-2000 | Abolizione incarichi extragiudiziari ai magistrati | SI                                 | 21 maggio 2000    | NO     |       |
| Tornata 1999-2000 | Abrogazione Art. 18 dello Statuto dei Lavoratori | SI                                 | 21 maggio 2000    | NO     |       |
| Tornata 1999-2000 | Abolizione trattenute sindacali attraverso l'associazione con i patronati | SI                                 | 21 maggio 2000    | NO     |       |
| Tornata 2004-2005 | Procreazione medicalmente assistita – limite alla ricerca clinica e sperimentale sugli embrioni – Abrogazione parziale | SI                                 | 12-13 giugno 2005 | NO     |       |
| Tornata 2004-2005 | Procreazione medicalmente assistita – norme sui limiti all'accesso – Abrogazione parziale | SI                                 | 12-13 giugno 2005 | NO     |       |
| Tornata 2004-2005 | Procreazione medicalmente assistita – norme sulle finalità, sui diritti dei soggetti coinvolti e sui limiti all'accesso – Abrogazione parziale | SI                                 | 12-13 giugno 2005 | NO     |       |
| Tornata 2004-2005 | Procreazione medicalmente assistita – divieto di fecondazione eterologa - Abrogazione parziale | SI                                 | 12-13 giugno 2005 | NO     |       |
| Tornata 2021-2022 | Abrogazione di norme limitative della responsabilità civile dei magistrati | NO                                 |                   |        |       |
| Tornata 2021-2022 | Abrogazione del Testo unico delle disposizioni in materia di incandidabilità e di divieto di ricoprire cariche elettive e di Governo conseguenti a sentenze definitive di condanna per delitti non colposi | SI                                 | 12 giugno 2022    | NO     |       |
| Tornata 2021-2022 | Limitazione delle misure cautelari: abrogazione dell'ultimo inciso dell'art. 274, comma 1, lettera c), codice di procedura penale, in materia di misure cautelari e, segnatamente, di esigenze cautelari, nel processo penale                                                                                            | SI                                 | 12 giugno 2022    | NO     |       |
| Tornata 2021-2022 | Separazione delle funzioni dei magistrati. Abrogazione delle norme in materia di ordinamento giudiziario che consentono il passaggio dalle funzioni giudicanti a quelle requirenti e viceversa nella carriera dei magistrati                                                                                             | SI                                 | 12 giugno 2022    | NO     |       |
| Tornata 2021-2022 | Partecipazione dei membri laici a tutte le deliberazioni del Consiglio direttivo della Corte di cassazione e dei consigli giudiziari. Abrogazione di norme in materia di composizione del Consiglio direttivo della Corte di cassazione e dei consigli giudiziari e delle competenze dei membri laici che ne fanno parte | SI                                 | 12 giugno 2022    | NO     |       |
| Tornata 2021-2022 | Abrogazione di norme in materia di elezioni dei componenti togati del Consiglio superiore della magistratura | SI                                 | 12 giugno 2022    | NO     |       |

### Legenda
| Esito votazione quesito            | Visualizzazione |
| ---------------------------------- | --------------- |
| Quesito con quorum non raggiunto   |                 |
| Vittoria del SI (quorum raggiunto) |                 |
| Vittoria del NO (quorum raggiunto) |                 |